# Neoseiulus pseudoumbraticus
Neoseiulus pseudoumbraticus är en spindeldjursart som först beskrevs av Chant och Yoshida-Shaul 1982.  Neoseiulus pseudoumbraticus ingår i släktet Neoseiulus och familjen Phytoseiidae. Inga underarter finns listade i Catalogue of Life.